# Junonia genoveva
Espèce
Junonia genoveva est un insecte lépidoptère  de la famille des Nymphalidae, de la sous-famille des Nymphalinae, tribu des Junoniini et du genre Junonia.

## Dénomination
Junonia genoveva a été décrit par l'entomologiste hollandais Pieter Cramer en 1780 sous le nom initial de Papilio genoveva 

### Synonymie
- Papilio genoveva Protonyme

### Noms vernaculaires
Il se nomme  Mangrove en français et Mangrove Buckeye, Tropical Buckeye ou Caribbean Buckeye en anglais.

## Taxinomie
Liste des sous-espèces .
- Junonia genoveva genoveva; Guyane et  Surinam.
- Junonia genoveva constricta (C. et R. Felder, 1867) [3] ; au Venezuela et en Colombie.
- Junonia genoveva hilaris (C. et R. Felder, 1867) [3] ; en Uruguay et Paraguay.

Synonymie pour cette sous-espèce
Junonia oriana (Kirby, 1900)
Papilio cadmus (Larrañaga, 1923)
- Junonia genoveva incarnata (C. et R. Felder, 1867) [3]  ; en Colombie.
- Junonia genoveva infuscata (C. et R. Felder, 1867)[3]  ; en Équateur.

Synonymie pour cette sous-espèce
Junonia lavinia var. basifusca (Weymer, 1890)
- Junonia genoveva vivida (Forbes, 1929) [5].
- Junonia genoveva ssp à Oaxaca au Mexique et au Pérou.

## Description
Junonia genoveva est un papillon d'une envergure très variable, de 35 mm à 57 mm, à aile antérieure lobée, au dessus marron cuivré, bordé de fines lignes parallèles, avec aux antérieures une bande blanc rosé et deux bandes cuivre rouge qui marquent la base du côté de la costa. Ses ocelles sont noirs pupillés de bleu et cernés d'orange, deux aux antérieures un petit à l'apex et un grand submarginal au bout de la bande blanc rosé et deux gros aux postérieures
Le revers est de couleur beige foncé et possède la même bande blanche et les mêmes ocelles.

### Chenille
La chenille présente un corps noir à épines dont la base est bleu métallique et une tête marron marquée de noir

## Biologie
C'est l'imago qui hiverne.

### Période de vol
Dans la partie la plus au nord de son aire de résidence Junonia genoveva vole en plusieurs générations entre mars et octobre.

### Plantes hôtes
Les plantes hôtes de sa chenille sont des Stachytarpheta (Verbenaceae) , Ruellia tuberosa et des Blechum à  la Jamaïque
Suivant d'autres sources ce serait uniquement le palétuvier noir, Avicennia germinans.

## Écologie et distribution
- Junonia genoveva est présent dans l'extrême sud du Texas, sur la côte atlantique du Mexique, dans toutes les Petites et les Grandes Antilles dont la Jamaïque, la Martinique et la Guadeloupe, au Guatemala, au Costa Rica, à Panama, à Trinité-et-Tobago, en Uruguay, au Paraguay, au Venezuela, en Colombie, en Équateur, au Surinam, en Guyana et en Guyane[2],[8].
- La localité type est le Surinam

### Biotope
Il n'occupe que les zones littorales de mangroves.

### Protection
Pas de statut de protection particulier.